# この人を見よ (エリアス・ガルシア・マルティネス)
座標: 北緯41度51分16.83秒 西経1度34分31.52秒 / 北緯41.8546750度 西経1.5754222度
『この人を見よ』（西: Ecce Homo、英: Behold the Man）は、スペインの画家エリアス・ガルシア・マルティネスによるフレスコ画。

## 概要
スペインアラゴン州サラゴサ県ボルハ市サントゥアリオ・デ・ミセリコルディアにある教会（Santuario de Misericordia）の柱に描かれており、いばらの冠を頂くイエス・キリストの姿を描写している。
題名である「この人を見よ」（エッケ・ホモ）は、新約聖書においてユダヤ属州総督ピラトが処刑を求める群衆をなだめようとして鞭うたれたイエスを指し示した際に放った言葉とされる。グイド・レーニによる同じテーマのクロモリトグラフがあり、その影響を受けて描かれた可能性が指摘されている。作者であるマルティネスが休日をこの地で過ごしていた縁で村に寄贈したもので、作者によると「慈悲の聖母 (Virgin of Mercy) への祈りの気持ちを込めて2時間で書き上げたもの」であった。
この作品はもともと芸術的価値に関して特に高い知名度を持っていたものではなかったが、後述する修復作業によって世界的に知られることとなった。

## 老女による「修復」
2012年8月、この19世紀の壁画が湿気で損傷しつつあることに心を痛めた地元の80歳の女性、セシリア・ヒメネス (Cecilia Giménez) が、修復に着手した。しかし、絵画修復については素人であるヒメネス（アマチュアの風景画家であり、後にボルハで開催した個展は好評を博した）による仕上がりの出来栄えと従前の作品との余りの違いぶりが報じられることとなり、ニュースはインターネットを通して瞬く間に世界中を駆け巡った。
原型を留めない修復後の「惨状」について、BBCのヨーロッパ特派員が「似合っていない外衣を着た毛むくじゃらの猿のスケッチ」に変わってしまったとコメントしたほか、独特なデザインを面白がる者達は作品をスペイン語の"Homo（人）"と"Mono（サル）" をかけて「Ecce Mono（このサルを見よ）」、「モンキー・キリスト」などと呼んだ。
教会を運営する慈善財団によると、修復後の作品とともに写真に収まろうとする観光客が1年で5万7000人も同教会を訪れたといい（入場料の徴収が開始された）、ヒメネスによる修復は思わぬ経済効果を生んだ。2013年8月21日には、修復後のフレスコ画の著作権収入の49％をヒメネスが受け取り、残りは教会の運営財団のものとする契約が結ばれた。
作者のマルティネスはサラゴサ芸術大学（Escuela de Arte de Zaragoza、現在のサラゴサ大学）の教授であり、現在もマルティネスの子孫たちはサラゴサに居住している。彼らはヒメネスが修復を試みたことが判明する前から、壁画を修復するための寄付を申し出ていた。マルティネスの子孫らは、復元を求めたり、修復後の絵を別の場所に移すことを求めるなどしているが、ボルハ市とヒメネスの弁護士は共に、元のフレスコ画のマルティネスの子孫たちさえ同意するならば、著作権収入に関する契約を子孫たちにも拡大する用意があるとしている。
2022年に専門家による絵画の調査で「修復前の状態に復元することは可能」との見解を示した。しかし、前述の経済効果もあり、地元住民から復元に反対する署名運動も行われ、1万筆以上の署名が集まった。
2022年9月には「修復」から10周年を記念した式典も行われ、ヒメネスも主賓として出席した。